# 江鵬堅
江鵬堅（1940年4月25日—2000年12月15日），出生於日治臺灣臺北市大稻埕，畢業於臺北市立建國高級中學，國立臺灣大學法律學系，國立臺灣大學法律研究所碩士。台灣人權律師與政治人物，在戒嚴時期投入黨外運動，曾為美麗島事件辯護律師，是民主進步黨創黨十人小組之一，為首任黨主席。曾任中華民國立法委員、監察委員。

## 早年生平
父親江火財是一個來自福建省惠安县下垵村的鞋匠，在1919年移居日治台灣，後返鄉娶同鄉女子陳惜，婚後到台北大稻埕營生。江鵬堅為江火財的第六子，於1940年（昭和十五年）4月25日在大稻埕出生。
1955年，江考入臺北市立建國高級中學。1958年他考入國立臺灣大學法律系，畢業後，1964年他通過了專門職業及技術人員高等考試律師考試，成為執業律師。
江鵬堅創立了台灣人權協會，提倡人權。在1979年12月10日人權日當天，《美麗島雜誌》的成員的及其他黨外運動人士進行一次集會遊行，即美麗島事件。許多參与者遭到蔣經國政府逮捕。在軍事法院審判，江鵬堅參與替美麗島大審中主要八人的林義雄辯護。

## 政治生涯
江鵬堅之後開始參與政治，並支持黨外運動。1983年他被選為立法委員。1986年9月，包括江在內的約130名民主派人士，聚集在台北圓山飯店，宣佈成立民主進步黨。1986年11月10日，他當選為民進黨的首任黨主席。
1994年，江鵬堅參加民進黨臺北市市長選舉候選人的提名。他的對手有立委陳水扁及謝長廷，後退出戰局。1996年，江鵬堅成了監察院監察委員。他專注於防止任何與黑金相關活動的工作，並積極參與研究調查之前政治迫害等敏感的案件。

## 生平年表
- 1940年，出生於臺北市大稻埕。
- 1955年，進入臺北市立建國高級中學就讀。
- 1958年，進入國立臺灣大學法律系就讀。
- 1964年通過專門職業及技術人員高等考試律師考試，隔年開始執業並投身人權工作。
- 1979年，擔任美麗島事件受刑人之辯護律師。
- 1983年，競選立委，為黨外取得一席增額立委的席次。
- 1986年9月，堅守「一屆立委，終身黨外」的政治承諾，退出1986年中華民國立法委員選舉。
- 1986年9月28日，協同其他黨外人士籌組民主進步黨。
- 1986年11月10日，以一票之差擊敗費希平，當選民進黨首屆黨主席。
- 1986年11月28日，擔任民進黨首屆黨主席。
- 1987年12月20日，卸任民進黨主席。
- 1992年9月，擔任民進黨秘書長，並參選民進黨不分區立委，排名第12位，未能進入不分區名單。
- 1993年，辭任民進黨秘書長，並直言：民進黨應積極彌補行政官僚人才的缺乏，加強黨內政務及黨務行政官人才的培養，以厚實自己的執政實力，讓人民足以信賴地把政權交給民進黨。
- 1994年，與陳水扁和謝長廷共同角逐台北市長黨內提名，後退出戰局。
- 1995年1月11日，民進黨不分區立委侯海熊被開除黨籍，江遞補民進黨不分區立委，於同年在台北市北區競選第三屆立法委員但高票落選。
- 1996年8月，出任監察委員。
- 1999年1月，連任監察委員。
- 2000年12月15日，因胰腺癌病逝於台大醫院，享壽60歲，葬於金山區基督教平安園。
- 2000年12月30日，追思會在台北市懷恩堂舉行，中華民國總統陳水扁到場頒贈褒揚令並致詞。

褒揚令公佈日：中華民國89年12月29日
華總二榮字第 8910023500 號

　　監察院監察委員江鵬堅，襟期宏遠，性行謙沖。早歲困學篤行，堅毅上進。精研政法義理，卒業國立臺灣大學法律系。學成執律師業，崇法務實，伸張正義。眾望所歸，膺選立法院第一屆增額立法委員，推動民主改造，促進政治革新，讜論嘉謨，朝野同欽。嗣於戒嚴時期，不避艱厄，毅然出任民主進步黨創黨主席，蓽路藍縷，備歷辛勤，開政黨政治新局，啟民主憲政新頁，碩畫藎籌，聲華益懋。嗣復膺任第二、三屆監察院監察委員，整肅官常，柏臺望重。綜其生平，堅苦卓絕，宣力民主；宏揚法治，保障人權。方期長資倚畀，詎意積勞溘逝，長才未竟，軫悼殊深，應予明令褒揚，以示政府崇念英賢之至意。

總　　　統　陳水扁　　　　

行政院院長　張俊雄　　　　

## 爭議
1999年12月，臺灣之聲廣播電臺出版前法務部調查局臺北市調查處中山調查站調查員白瑄的著書《全民公敵調查局》。此書提到，1984年，調查局臺北市調查處處長鄒紓予經由一位女性調查員安排，在臺北市中山北路一段巷子裡的日本料理店「通天閣」設宴，以日本料理款待江鵬堅。 
2008年總統大選期間，國民黨總統候選人馬英九陣營曾聲稱，民進黨總統候選人謝長廷是調查局幹員。當時律師陳達成代替鄒紓予出面指稱，江鵬堅是1964年調查局幹部訓練所（展抱山莊）招收的第1期學員，當年鄒紓予是調查局幹部訓練所大隊長。美麗島事件辯護律師李勝雄反駁此項指控，說明江鵬堅在1963年與同班同學（後來的律師）尤英夫考進台糖法務室工作，1964年江鵬堅同時在台大就讀碩士班、同年通過律師高考，直到1965年才從台糖離職，期間並沒有至調查局受訓。但2008年2月13日，臺灣之聲廣播電臺創辦人許榮棋表示，證實謝長廷是調查局「諮詢委員」（線民）的調查局機密公文早就流出，民進黨卻無人敢處理，可見陳水扁政府執政後民進黨根本都是打假球。
2021年，前民進黨主席施明德對外宣稱，江鵬堅曾於1999年向他承認，他是調查局訓練班出身，在施明德坐牢時負責監視施明德大哥施明正。林忠正宣稱，江鵬堅在晚年曾將他手上的原始情蒐文件交還給施明正家屬，向他們道歉，他本人曾見過這些文件。
江鵬堅遺孀江彭豐美否認施明德和林忠正的指控，而其友人謝長廷和邱萬興等亦認為這些指控沒有根據。江鵬堅曾向謝長廷說明，他在1964年曾報考調查局訓練班並且錄取，但由於他已通過律師高考，因此並未去調查局就職。林忠正宣稱見過的文件，是施明正當年留在江鵬堅家中的選舉傳單與影印文件，無法說明是調查局的文件。
前副總統呂秀蓮接受震傳媒影音節目《新聞不芹菜》專訪時對主持人黃光芹說，江鵬堅被施明德「被動指證」是調查局臥底，「假設他是的話，最該背脊發涼的是我」，因為她與江鵬堅的交情遠在美麗島事件之前；她在情感上不願意相信江鵬堅是調查局臥底，但她尊重施明德說法，因為施明德講話必有所本。
施明德之妻陳嘉君接受《新聞不芹菜》專訪時說，「還原歷史，我簡單講，江鵬堅就是第一個臥底的特務；我也可以告訴你，謝長廷也是」。

## 外部連結
- 監察院 第二屆監察委員 江鵬堅 （页面存档备份，存于）

| 政党职务      | 政党职务                                              | 政党职务      |
| ------------- | ----------------------------------------------------- | ------------- |
| 民主進步黨    |                                                       |               |
| 首任          | 民主進步黨主席 第一屆 1986年11月28日－1987年12月20日  | 繼任： 姚嘉文 |
| 前任： 陳師孟 | 民主進步黨秘書長 第四任 1992年9月23日－1993年11月22日 | 繼任： 蘇貞昌 |